# Policarp Asceta
Policarp Asceta (en llatí Polycarpus, en grec Πολύκαρπος) fou un escriptor grec de l'època romana d'Orient.
Se li atribueix una biografia de Santa Sinclètica d'Alexandria. Va viure en data desconeguda. L'obra sobre Santa Sinclètica fou atribuïda també a Atanasi i altres, però la copia més antiga, que es troba a la Biblioteca Vaticana, l'atribueix a Policarp Asceta o monjo.